# Takács Ákos (labdarúgó)
Takács Ákos (Budapest, 1982. február 14. –) válogatott labdarúgó, hátvéd.

## Pályafutása
2014-ben térdsérülés miatt bejelentette visszavonulását.

## Sikerei, díjai
- Magyar bajnokság
  - bajnok: 2003-04, 2012–13
- Magyar kupa
  - győztes: 2004,[2] 2009
  - döntős: 2005

## Statisztika

### Mérkőzései a válogatottban
| Magyarország | Magyarország        | Magyarország                    | Magyarország  | Magyarország | Magyarország | Magyarország | Magyarország | Magyarország |
| #            | Dátum               | Helyszín                        | Hazai         | Eredmény     | Vendég       | Kiírás       | Gólok        | Esemény      |
| ------------ | ------------------- | ------------------------------- | ------------- | ------------ | ------------ | ------------ | ------------ | ------------ |
| 1.           | 2005. május 31.     | Metz, Stade Saint-Symphorien    | Franciaország | 2 – 1        | Magyarország | barátságos   | -            |              |
| 2.           | 2005. június 4.     | Reykjavík, Laugardalsvöllur     | Izland        | 2 – 3        | Magyarország | vb-selejtező | -            |              |
| 3.           | 2005. augusztus 17. | Budapest, Puskás Ferenc Stadion | Magyarország  | 1 – 2        | Argentína    | barátságos   | -            |              |
| 4.           | 2005. szeptember 3. | Budapest, Szusza Ferenc Stadion | Magyarország  | 4 – 0        | Málta        | vb-selejtező | 1            | 43' 64'      |
| 5.           | 2005. szeptember 7. | Budapest, Puskás Ferenc Stadion | Magyarország  | 0 – 1        | Svédország   | vb-selejtező | -            | 7'           |
|              | Összesen            |                                 |               | 5            | mérkőzés     |              | 1            | gól          |